# La Vocation d'Adrienne

La Vocation d'Adrienne est une série télévisée française, réalisée par Joël Santoni et diffusée de 1997 à 2000 sur TF1. 

## Synopsis
Épisode 1 : Adrienne est conductrice de bus à la RATP à Paris. Peu féminine, pas apprêtée pour un sou, elle va pourtant intéresser un grand couturier parisien (Lepage), qui voit en elle la future mannequin de son défilé de prêt-à-porter. Adrienne décline immédiatement la surprenante proposition du styliste... mais se laisse finalement persuader. Entre problèmes d'argent, famille, amis et ragots, la nouvelle vie d'Adrienne va lui en faire voir de toutes les couleurs.
Son mari Michel se fait renvoyer de l'usine d'imprimerie dans laquelle il travaille ... .
Épisode 2 : Après un conflit avec Lepage et Leroy-Dufresnne, Adrienne va reprendre le volant de son bus, et va faire de nouvelles comme d'anciennes rencontres plutôt positives.
Episode 3 : Adrienne est toujours au volant de son bus, son mari Michel, passe en secret son concours pour être lui aussi conducteur à la RATP.
Lors du repérage de la ligne dans le bus avec Adrienne, des ados défavorisés lancent des objets, et brisent les vitres du bus. Michel tentent de les rattraper, mais il est victime d'une chute à cause des objets lancés par les ados.
Un jour de marché Adrienne et Michel croisent un des ados, et décident de le suivre, une fois arrivés ils tombent sur un atelier clandestin de vêtements signés ... "Lepage" ... .

## Épisode
1 (1-01) Épisode 1 

2 (1-02) Épisode 2 : Neuf mois après 

3 (1-03) Épisode 3 : Grandeur Nature 

## Distribution
- Anny Duperey : Adrienne Forestier (épisode 1 à 3)
- Christian Rauth : Michel Forestier, le mari d'Adrienne (épisode 1 à 3)
- Jean-Luc Moreau : le styliste Christian Lepage (épisode 1 à 3)
- Jean-Pierre Malignon : Antoine Leroy-Dufresnne (PDG de "Lepage Couture) (épisode 1 à 3)
- Danièle Arditi : Julie Forestier, la fille d'Adrienne (épisode 1 à 3)
- Guillaume Barbot : Jeremy Forestier, le fils d'Adrienne
- Guillaume Canet : Ferdinand, le fiancé de Julie (épisode 1)
- Frédérique Tirmont : Mado, l'assistante de Christian Lepage
- Elie Axas : Claire (épisode 2 et 3)
- Nathalie Courval : Lucette (épisode 1 à 3)
- Christian Sinniger : Pierrot (épisode 1 à 3)
- Maroussia Dubreuil : Véronique (épisode 2 et 3)
- Fatiha Cheriguene : Djamila
- Rémy Roubakha : M. Léon
- Bonnafet Tarbouriech : Raymond, le patron de la compagnie de bus
- Mbembo : Fatouh (épisode 1)
- Supayo : Ado qui jette une chaise par-dessus le pont (épisode 3)
- Élisabeth Margoni : Francine Sebillot (épisode 3)
- Emmanuel Patron : Volfrow